# Charles Hennemann
Charles Henry Hennemann (ur. 15 lutego 1866 w Keokuk, zm. 23 czerwca 1938 tamże) – amerykański lekkoatleta, miotacz (dyskobol).
Podczas igrzysk olimpijskich w Saint Louis (1904) zajął 4. miejsce w rzucie ciężarem (56-funtowym) z wynikiem 9,18 m.
Czterokrotny mistrz kraju: w 1897, 1898 i 1902 zdobywał złote medale w rzucie dyskiem; w 1897 triumfował w pchnięciu kulą.
Podczas mistrzostw USA w 1897 ustanowił wynikiem 36,19 m nieoficjalny rekord świata w rzucie dyskiem.
Przez kilka lat był szefem policji w swojej rodzinnej miejscowości – Keokuk.

## Rekordy życiowe
- Rzut dyskiem – 36,19 m (1897)[1]